# Sømarkedyssen

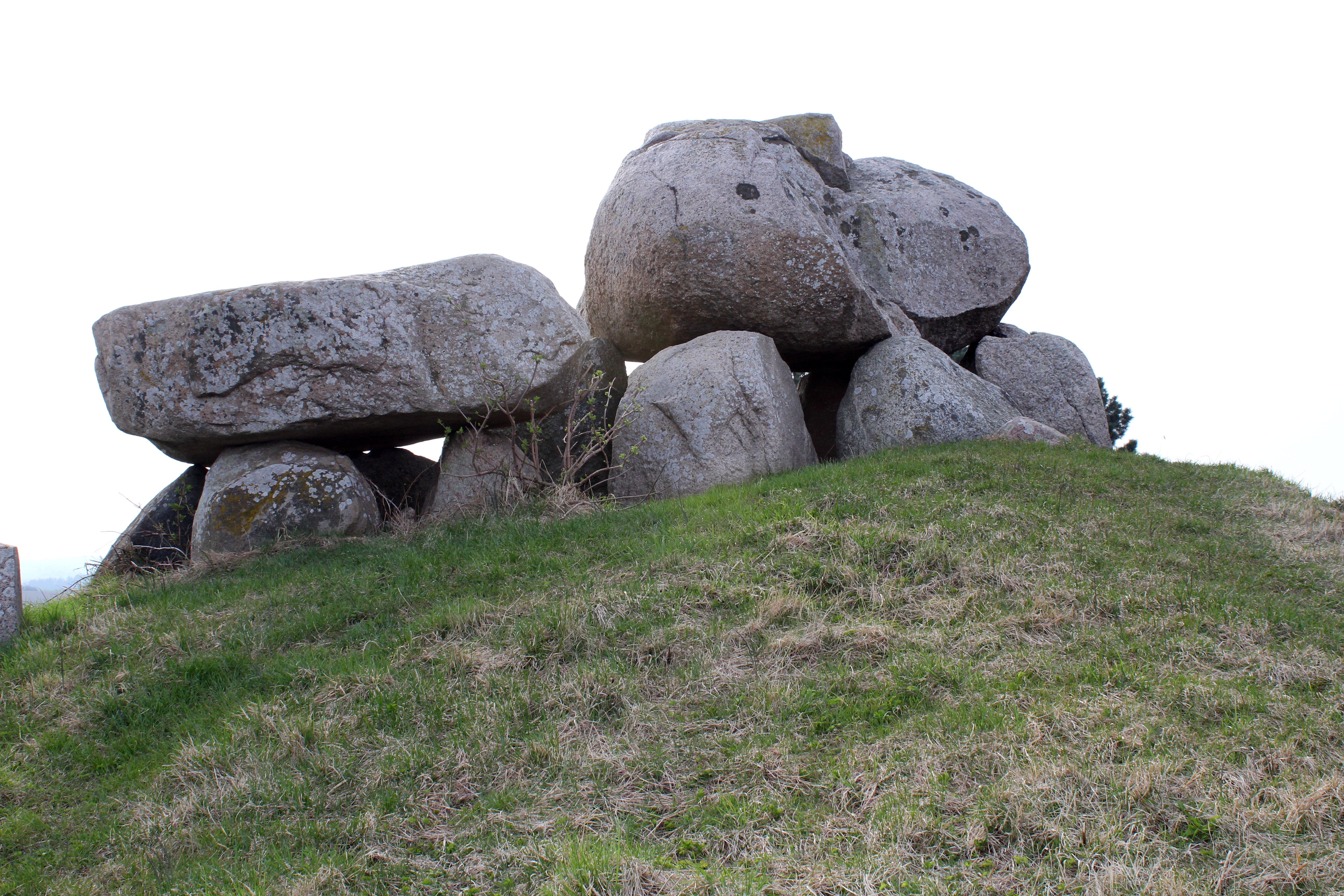
Sømarkedyssen

Sømarkedyssen – neolityczny grobowiec megalityczny, znajdujący się koło Sømarke na duńskiej wyspie Møn.
Datowany na ok. 3400 p.n.e. grobowiec składa się z ośmiokątnej komory nakrytej wielkim głazem stropowym wspartym na siedmiu kamieniach nośnych. Prowadzący do komory grobowej korytarz nakryty jest mniejszym głazem, wspartym na czterech kamieniach, na którego górnej powierzchni znajduje się ponad 180 miseczkowatych zagłębień, pochodzących z epoki brązu.